# 데블스 홀리데이
데블스 홀리데이(The Devil's Holiday)는 미국에서 제작된 에드먼드 굴딩 감독의 1930년 영화이다. 낸시 캐롤 등이 주연으로 출연하였다.

## 출연

### 주연
- 낸시 캐롤

### 조연
- 제임스 커크우드
- 호바트 보스워스
- 네드 스팍스
- 모건 팔리
- 폴 루카스
- 자수 피츠
- 웨이드 보텔러
- 제드 프로티